# Saint-Pierre (Québec)
Pour les articles homonymes, voir Saint-Pierre.
Saint-Pierre est une municipalité de village dans la région de Joliette, dans Lanaudière au Québec (Canada).

## Toponymie
D'abord nommée « village de Saint-Paul » en 1922, l'appellation est modifiée en 1929 pour « Saint-Pierre » en hommage à Saint-Pierre.  

## Histoire
La paroisse de Saint-Pierre-de-Joliette est érigé canoniquement en 1916 à la suite de son détachement de Saint-Charles-Borromée.

## Géographie
La municipalité est située au nord-ouest de Saint-Paul et à l'ouest de Joliette.

## Démographie
| 1991 | 1996 | 2001 | 2006 | 2011 | 2016 | 2021 |
| ---- | ---- | ---- | ---- | ---- | ---- | ---- |
| 358  | 357  | 293  | 304  | 305  | 276  | 286  |

## Administration
Les élections municipales se font en bloc pour le maire et les six conseillers.
| Saint-Pierre Maires depuis 2002                                                                                      |                           |         |          |
| Élection | Maire                     | Qualité | Résultat |
| 2002 | Françoise Savignac-Dupuis |         | Voir     |
| 2005 | Roland Charest            |         | Voir     |
| 2009 | Roland Charest            | Voir    |          |
| 2013 | Roland Charest            | Voir    |          |
| 2017 | Roland Charest            | Voir    |          |
| 2021 | Roland Charest            | Voir    |          |
| Élection partielle en italique Depuis 2005, les élections sont simultanées dans toutes les municipalités québécoises |                           |         |          |

## Éducation
La Commission scolaire Sir Wilfrid Laurier gère les écoles anglophones:
- École primaire Joliette à Saint-Charles-Borromée[4]
- École secondaire Joliette à Joliette[5]